# Stazione di Frattarolo
La stazione di Frattarolo è una fermata ferroviaria posta sulla linea Foggia-Manfredonia, nel territorio comunale di Manfredonia.

## Strutture e impianti
La fermata, posta alla progressiva chilometrica 29+816, fra le fermate di Amendola e di Manfredonia Ovest, conta un unico binario servito da un marciapiede.

## Movimento
La fermata, pur formalmente attiva, non è servita da alcun treno, tanto da non essere nemmeno segnalata sull’orario ufficiale di Trenitalia.